# Eugenio Zolli
Eugenio Pio Zolli (Brody, Ucrania, 17 de septiembre de 1881 – Roma, 2 de marzo de 1956) fue el Gran Rabino de Roma durante la Segunda Guerra Mundial. Luego de la liberación de Roma se convirtió al catolicismo y adoptó el nombre de bautismo del papa Pío XII, Eugenio Pacelli.

## Biografía
Nació con el nombre de Israel Anton Zoller en una familia judía polaca. En 1904, a los 23 años, viajó a Viena y luego a Italia, donde se estableció. Nombrado Gran Rabino de Trieste en 1920, enseñó lengua y literatura hebreas en la Universidad de Padua. Allí conoció y desposó a Emma Majonica, con quien tuvo una hija, Myriam. Obtuvo la ciudadanía italiana en 1933, y a causa de la política de italianización obligatoria de los nombres instaurada durante el fascismo, adoptó el nombre de Italo Zolli.
A partir de 1940 fue el Gran Rabino de Roma. Durante la ocupación alemana que siguió al derrocamiento de Mussolini por parte del Gran Consejo Fascista (1943), Zolli se dedicó a intentar garantizar la seguridad de los judíos de Roma.  Facilitó en muchos casos el ocultamiento y el traslado de judíos a zonas menos peligrosas. 
Durante ese período conoció al Papa Pío XII. El 27 de septiembre de 1943, el coronel Herbert Kappler jefe de la Gestapo en la Roma ocupada, exigió a la comunidad judía que entregara 50 kg de oro en tan solo 24 horas, bajo pena de deportación a Alemania en caso de incumplimiento. La comunidad solo logró reunir 35 kg del metal, por lo que Zolli pidió ayuda a Pío XII para reunir el resto. El pontífice puso a su disposición la cantidad faltante. Cuando Zolli, (como consta en el libro de Judith Cabaud: "Eugenio Zolli ou le prophéte d'un monde nouveau") fue a pedir los 15 kg de oro faltantes, la respuesta de Vaticano fue, luego de consultar al Papa, que fuera antes de las 13, y le dijeron: "Las oficinas estarán desiertas, pero dos o tres empleados lo esperarán para entregarle el paquete (...) no habrá dificultades". Zolli volvió para informar al Papa que la cantidad de oro requerida ya la habían conseguido, en parte gracias al aporte de numerosas organizaciones católicas y de los párrocos".  (En la edición italiana, pág. 73).
En septiembre de 1943, Zolli renunció al cargo de Gran Rabino, sin expresar motivos. La comunidad judía de Roma le propuso ser director del Colegio Rabínico, pero Zolli no aceptó. 
Al recibir el bautismo en la basílica romana de Santa María de los Ángeles, el 13 de febrero de 1945, escogió el nombre de Eugenio en honor al Papa Pío XII, cuyo nombre de nacimiento era Eugenio Pacelli. Su esposa Emma y su hija Myriam también adoptaron el catolicismo, esta última un año después. De acuerdo con su biógrafa Judith Cabaud, en octubre de 1944, el día de Yom Kippur, tuvo una visión dentro de una sinagoga, en la que Jesús le decía: «estás aquí por última vez: a partir de ahora me seguirás».

### Después de la Segunda Guerra Mundial
En 1945 publicó su libro Antisemitismo y, al año siguiente, Christus. 
Fue profesor en la Universidad de La Sapienza y en el Instituto Bíblico Pontificio, concentrándose en las relaciones entre judaísmo y cristianismo. En 1953, dictó una serie de conferencias en la Universidad de Notre Dame (Indiana, Estados Unidos), donde publicó también su autobiografía Before the dawn (Antes del alba).
Murió el 2 de marzo de 1956 (el día en que Pío XII cumplía 80 años) y recibió sepultura en el cementerio romano de Campo Verano.
Dejó escrito en su libro "Mi encuentro con Cristo": "Jesús mío, ¿cómo he podido vivir sin Ti? Pero...¿he vivido alguna vez sin ti?"

## Obras publicadas
- Antisemitismo, AVE 1945 (edición en italiano ISBN 978-88-215-5485-8).
- Christus, AVE 1946.
- El Nazareno, 1948. Exégesis neotestamentaria. Publicado en inglés como "The Nazarene", ISBN 1-892875-90-X
- De Eva a María, 1953.
- Antes del alba (autobiografía). ISBN 978-84-8239-875-4 (Publicada en originalmente en italiano como "Prima dell'alba", ISBN 978-88-215-5062-1, y en inglés como "Before the Dawn", ISBN 0-912141-46-8).
- Mi encuentro con Cristo, 1952. Madrid: Patmos, Libros de Espiritualidad. En el libro se encuentra El Nazareno.